# Eustictus claripennis
Eustictus claripennis är en insektsart som beskrevs av Knight 1925. Eustictus claripennis ingår i släktet Eustictus och familjen ängsskinnbaggar. Inga underarter finns listade i Catalogue of Life.